# Bernard Kessedjian
Bernard Kessedjian, né le 30 juin 1943 à Valence (Drôme) et mort le 19 décembre 2007 à Rome, était un diplomate français. 

## Formation
Diplômé de l’Institut d'études politiques de Grenoble, Bernard Kessedjian était ancien élève de l’École nationale d’administration (promotion « André Malraux », 1977).

## Carrière
D'abord coopérant à l’Ambassade de France au Paraguay, il est attaché à la Cour des Comptes à Paris.
Il entre en diplomatie française par un poste au Mexique puis au Nicaragua avant de rejoindre la représentation permanente de la France auprès des Communautés européennes à Bruxelles. De retour à Paris en 1985, il dirige le cabinet de la secrétaire d’État chargé des affaires européennes Catherine Lalumière (1985-1986) puis le cabinet du ministre des affaires étrangères Roland Dumas (1989-1992).
Nommé ambassadeur à Alger (1992-1994), puis à Athènes (1995-2000). Il fut également chargé de mission auprès du ministre des Affaires étrangères Hubert Védrine (2001) avant d’exercer le poste d’Ambassadeur, représentant permanent de la France auprès des Nations unies et des organisations internationales à Genève (2001-2005). 
En décembre 2005, Bernard Kessedjian devient ambassadeur de France près le Saint-Siège, Nommé par Jacques Chirac, il excède la Curie par son hostilité à Benoit XVI. Il meurt d’un cancer le 19 décembre 2007 à l'âge 64 ans, alors que Nicolas Sarkozy, président de la République française était en visite officielle au Vatican.
Il était Officier de l’ordre national du mérite et Chevalier de la Légion d'honneur.
Son successeur, Stanislas de Laboulaye, ambassadeur à Moscou, ne fut nommé qu'en novembre 2008, après la négociation entre la France et le Saint-Siège pour le choix d'un nouvel ambassadeur.